# Nicolaus Hartmann (Architekt, 1880)

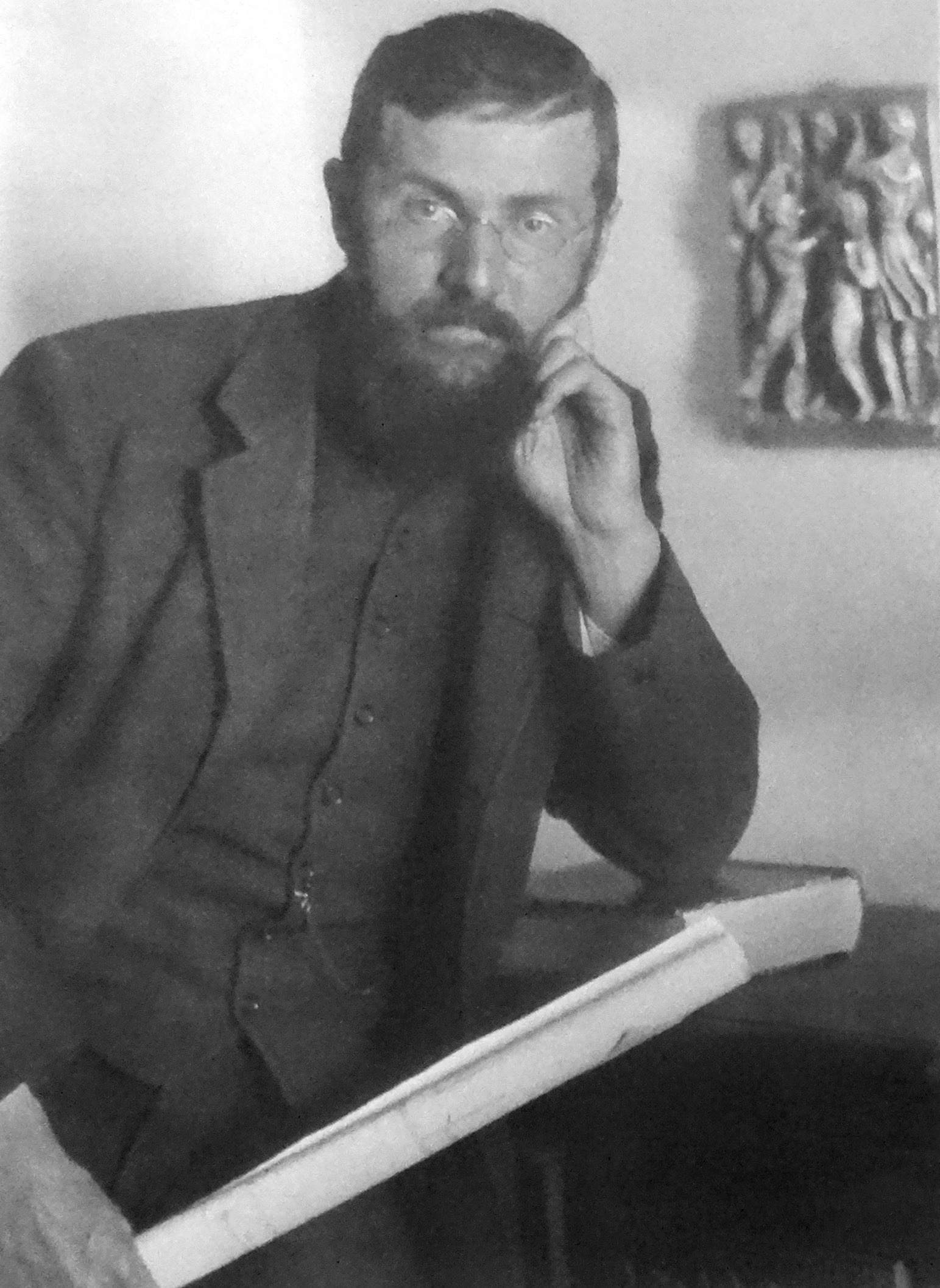
Nicolaus Hartmann III.

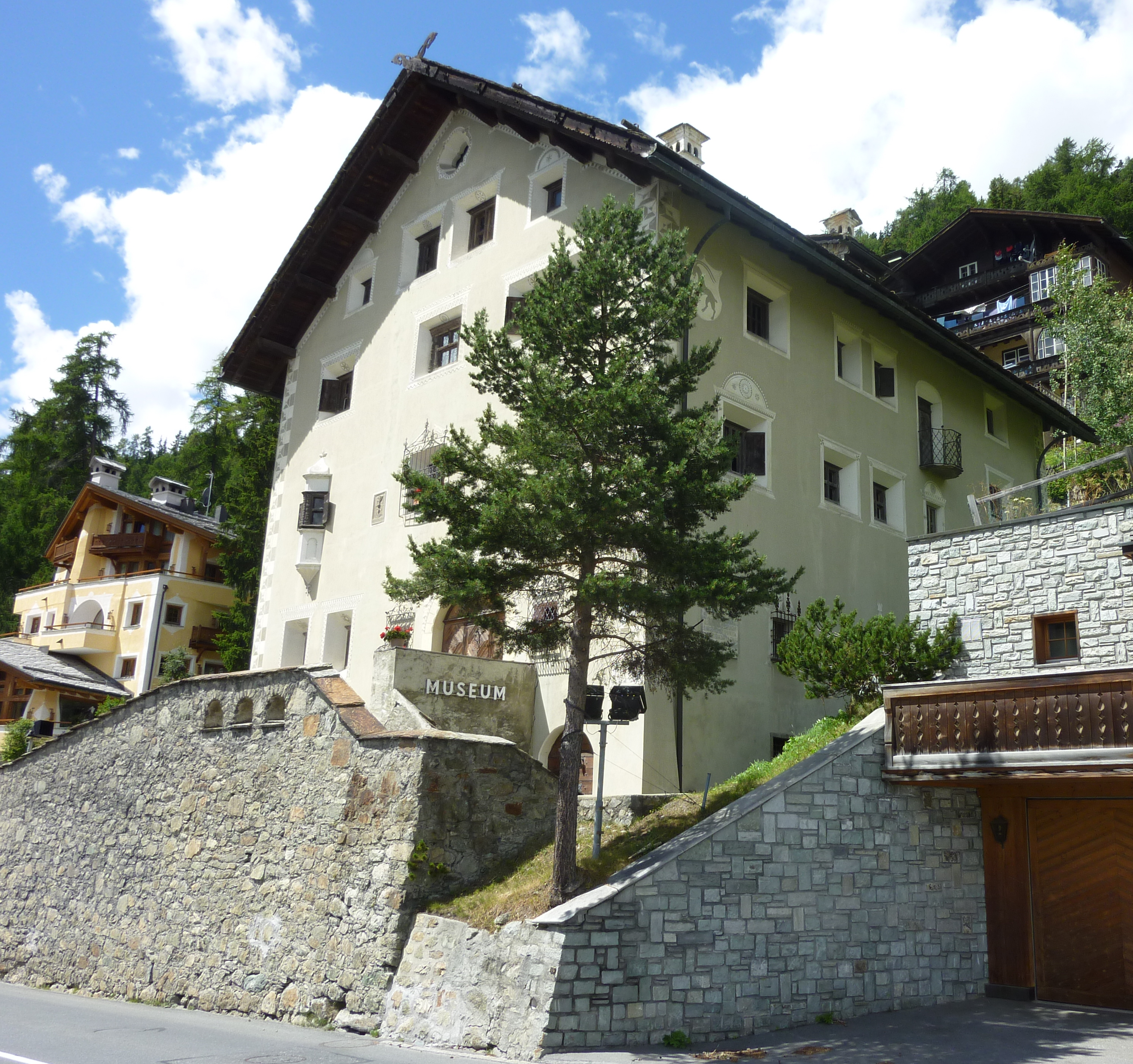
Engadiner Museum in St. Moritz

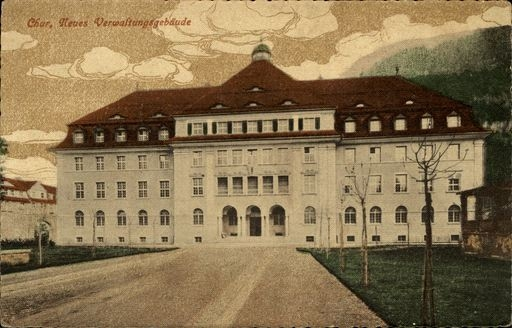
Verwaltungsgebäude der Rhätischen Bahn in Chur

Nicolaus Hartmann (* 2. Mai 1880 in St. Moritz; † 17. Juli 1956 ebenda) war ein Schweizer Architekt. Der Sohn des ebenfalls bekannten gleichnamigen Vaters hat unter anderem architekturgeschichtlich wichtige Hotelbauten und Bauten für die Rhätische Bahn geplant.

## Leben
Nach der Architektenausbildung 1896–1900 an der Ecole d’Industrie in Lausanne studierte Hartmann bis 1903 an der Technischen Hochschule Stuttgart. Nach dem Tod des Vaters übernahm er im gleichen Jahr dessen Architekturbüro in St. Moritz. Als Absolvent bei Theodor Fischer lehnte er den als Folge des touristischen Baubooms in Graubünden verbreiteten Neoklassizismus und Historismus ebenso ab, wie er den Jugendstil als überwunden ansah. Vielmehr trat er für einen Rückgriff auf regionale Bauformen und handwerkliche Traditionen ein. 1905 wurde er Mitglied in der jungen Schweizer Vereinigung für Heimatschutz und war zugleich Mitbegründer deren Graubündner Sektion – ein Engagement, das ihn zeitlebens beschäftigte. In seinen Hotelbauten dieser Zeit milderte Hartmann die Grösse seiner Hotelbauten durch Aufteilung der Baukörper, Erker, Giebel- und Dachformen und versuchte, «ihnen das Aussehen behäbiger Patrizierhäuser zu geben».
1906 entstand das Engadiner Museum in St. Moritz, ein «historisch korrekt nachgebautes Engadinerhaus» und damit in den Zusammenhang der Bauernhausforschung und des Heimatstils einzuordnen.
Sein Verwaltungsgebäude für die Rhätische Bahn in Chur, ein Neorenaissancebau mit hohem Mansarddach, hatte dagegen wesentlich höheren repräsentativen Anspruch und wurde stadtbildprägend. Hier wie auch bei anderen öffentlichen Gebäuden bevorzugte Hartmann die Fassadenbekleidung mit Bruchstein-Mauerwerk: Etwa beim Museum Segantini, bei der Herz-Jesu-Kirche in Samedan und auch bei den späteren Bahnhofsgebäuden Alp Grüm und Ospizio Bernina der Rhätischen Bahn. Diese entstanden in den frühen 1920er Jahren, ebenso wie die Kraftwerkszentralen, die im Zuge des Ausbaus der Elektrizitätswirtschaft nach der Versorgungskrise des Ersten Weltkriegs entstanden.

## Werkauswahl
- 1904–1906: Schloss Crap da Sass in Surlej
- 1905–1906: 1913–1914: Erweiterung zum Hotel Margna in Sils
- 1905–1907: Laubenhof in Chur
- 1906–1907: Hotel La Margna in St. Moritz
- 1907–1908: Erweiterung zum Hotel Alpenrose in Sils
- 1907–1910: Verwaltungsgebäude der Rhätischen Bahn in Chur
- 1906: Engadiner Museum in St. Moritz
- 1908: Museo Segantini in St. Moritz
- 1910: Reithalle in St. Moritz
- 1910: Herz-Jesu-Kirche in Samedan
- 1912–1913: Erweiterung zum Lyceum Alpinum in Zuoz
- 1912–1913: Hotel Castell in Zuoz
- 1913: Chesa Nadig, Pontresina
- 1915: Katholische Kirche in Davos
- 1921: Ortsplanung für den Wiederaufbau der Gemeinde Sent
- 1921–1922: Kraftwerkszentrale Büdemji in Küblis
- 1922: Stationsgebäude Bernina Suot in Poschiavo
- 1923: Stationsgebäude und Berggasthaus Alp Grüm in Poschiavo
- 1925: Stationsgebäude Bernina-Hospiz in Poschiavo
- 1925: Kraftwerkszentrale Doggiloch in Davos
- 1927: Kraftwerkszentrale Palü in Poschiavo
- 1928: Kraftwerkszentrale Schlappin
- 1927: Bahnhof St. Moritz der Rhätischen Bahn
- 1928: Villa Englert in St. Moritz
- 1928: Villa Grieder in St. Moritz
- 1945: Alpine Mittelschule in Davos